# Epomophorus labiatus
Epomophorus labiatus là một loài động vật có vú trong họ Dơi quạ, bộ Dơi. Loài này được Temminck mô tả năm 1837.

## Hình ảnh

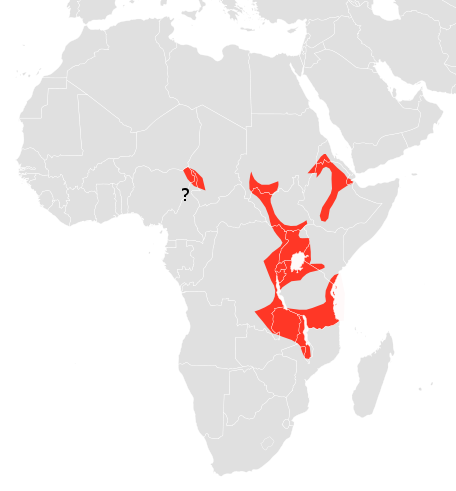